# Поковец, Франц
Франц «Поки» Поковец (словен. Franc "Poki" Pokovec; 16 февраля 1921, Любляна — 25 октября 1991, там же) — словенский партизан Народно-освободительной войны Югославии, Народный герой Югославии и подполковник Югославской народной армии.

## Биография
О довоенных годах ничего неизвестно. С сентября 1941 года военнослужащий партизанского батальона Любо Шерцера, с декабря 1941 года деятель Службы разведки и безопасности. С 1943 года солдат 3-й словенской бригады имени Ивана Градника, с декабря 1944 года политрук одной из бригад Службы разведки и безопасности.
Кавалер ряда орденов и медалей, в том числе ордена Народного героя Югославии (указ от 27 ноября 1953).